# Tejinder Virdee
 (décembre 2018).
 (décembre 2018).
 (mai 2023).
Tejinder Singh Virdee, né le 13 octobre 1952, est un physicien expérimental des particules et professeur de physique à l'Imperial College London.

## Jeunesse et éducation
Tejinder Virdee, fils de Udham Kaur et de Chain Singh Virdee, est né à Nyeri dans la Colonie du Kenya en 1952 dans une famille Sikh. Il était au Lycée de Garçons de Kisumu. En raison des circonstances qui prévalent au Kenya à l'époque, sa famille d'origine indienne, part en 1967 et  déménage à  Birmingham en Angleterre.

## Prix professionnels
- 2015 : récompensé par l'Institute of Physics Glazebrook Medal and Prize[3].
- 2013 : récompensé par l' European Physical Society High Energy Physics Prize[4].
- 2012 : récompensé par le Prix de physique fondamentale (Spécial)[5]
- 2009 : récompensé par l'Institute of Physics Chadwick Medal and Prize[6].
- 2007 : récompensé par l'Institute of Physics High Energy Physics Prize[7].

## Conférences publiques
- 2012 : Peter Lindsay Lectures at Imperial College[8].
- 2012 : Special lecture on the discovery of the Higgs Boson at Imperial College London (video).
- 2012 : Searching for the Higgs boson, Cheltenham Science Festival, U.K[9].
- 2011 : 16th Kaczmarczik Lecture: “Exploring Nature Moments after the Big Bang: The LHC Accelerator and the CMS Experiment”, Drexel University, Philadelphia, U.S.A[10].
- 2009 : “Discovering the Quantum Universe; The LHC Project at CERN”, Keynote Speaker at the Intel Science and Engineering Fair in Reno, U.S.A.[11] (video)
- 2008 : “Discovering the Quantum Universe; The LHC Project at CERN”, International Conference on High Energy Physics, Philadelphia, USA with Prof. E. Witten[12].
- 2007 : 20th Schrodinger Lecture, Centennial of Imperial College: “Discovering the Quantum Universe: The Large Hadron Collider Project at CERN”, London, U.K.[13] (video)

## Vidéo et radio
- 2013 : Participated in workshops promoting science education in Africa to Secondary Schools students with the BBC World Service programmes for “BBC Festival of Science Africa”, broadcast from Makerere University, Kampala, Uganda[14]. (audio)
- 2012 : Featured on the BBC Radio programme, “Life Scientific”, that discusses the scientific life of individual scientists, 20 March 2012[2]. (audio)
- 2009:  Dialogue on the LHC project and CMS with Prof. A. C. Grayling, broadcast on BBC World Service programme “Exchanges at the Frontier”[15]. (audio | video)

## Autres reconnaissances
- 2015 : Awarded the Outstanding Achievement in Science and Technology award at The Asian Awards[16]
- 2014 : Asian Achievers Awards: Professional of the Year[17].
- 2014 : Appointed Visiting Professor of Science, New College of Humanities, London, U.K[18].
- 2013   Awarded Doctor of Science (honoris causa) by University of Lyon[19].
- 2013 : Awarded Doctor of Science (honoris causa) by Queen Mary University of London, his alma mater[20].
- 2013 : GG2 Award[21].
- 2010 : The Sikh Awards: Sikh's in Education[22].
- 2010 : Named 62nd in “EUREKA 100: The Science List” - The London Times' 100 most important figures in British science[23].
- 2007 : Named in the list of “100 Personalities that make Swiss Romandie”; l’Hebdo magazine, Switzerland[24].